# 五井中央南
五井中央南（ごいちゅうおうみなみ）は、千葉県市原市の五井地区にある町丁。現行行政地名は五井中央南一丁目。郵便番号は290-0082。

## 概要
市原市北西部の五井地区に位置する。都市計画事業新田・下宿土地区画整理事業区域の町名変更によって誕生した地名である。五井駅前区画整理事業区域で町名変更された五井中央西と接している。

## 地理

### 地形
養老川河口部の平坦な地形が広がっている。

### 用途地域
以下のように指定されている。
| 用途地域       | 範囲 |
| -------------- | ---- |
| 第一種住居地域 | 全域 |

### 隣接町丁字
北は五井、東は五井中央西、南は出津、西は五井西と接している。

## 歴史

### 地名の由来
もともとの大字は五井もしくは出津であった。市原都市計画事業新田・下宿土地区画整理事業区域の町名変更によって新たに誕生した地名である。

### 沿革
- 2020年6月13日 - 換地処分が実施され五井中央南一丁目が成立する[3]。

### 旧地名
- 五井字下前原、下中里、本川田、宮ノ前、三反町、中川田、下川田、南新田、新川田[7]
- 出津字下川田[7]

## 世帯数と人口
2022年4月1日現在の世帯数と人口は以下の通りである。
| 町丁字           | 世帯数  | 人口    | 人口  | 人口   | 人口     | 人口     | 人口  | 人口   |
| 町丁字           | 世帯数  | 総数    | 若年  | 若年   | 生産年齢 | 生産年齢 | 老年  | 老年   |
| ---------------- | ------- | ------- | ----- | ------ | -------- | -------- | ----- | ------ |
| 五井中央南一丁目 | 964世帯 | 1,780人 | 243人 | 13.65% | 1,278人  | 85.45%   | 259人 | 14.55% |

## 通学区域
市立小学校・市立中学校及び県立高等学校の通学区域は以下の通りである。
| 町丁字           | 範囲 | 小学校             | 中学校             | 高等学校 |
| ---------------- | ---- | ------------------ | ------------------ | -------- |
| 五井中央南一丁目 | 全域 | 市原市立五井小学校 | 市原市立五井中学校 | 第9学区  |

## 施設
- 大宮神社

## 交通

### 鉄道
最寄駅は五井駅である。